# Подребер (Семич)
Подребер (словен. Podreber) — поселення в общині Семич, регіон Південно-Східна Словенія, Словенія.